# Adenia erecta
Adenia erecta är en passionsblomsväxtart som beskrevs av De Wilde. Adenia erecta ingår i släktet Adenia och familjen passionsblomsväxter. Inga underarter finns listade i Catalogue of Life.